# Infoterm
Infoterm (International Information Centre of Terminology) o Centro Internacional de Información sobre la Terminología es una asociación fundada en 1971, con sede en Viena, que se ocupa de coordinar las colaboraciones internacionales en el campo de la terminología. Se trata de una organización sin ánimo de lucro.

## Historia
Desde su creación hasta su muerte en 1977 el director de la organización fue el lingüista Eugen Wüster (Wieselburg 1898 - 1977), reconocido en el mundo de la terminología por ser el creador de la Teoría General de la Terminología o TGT.
- Datos: Q923708